# Leon Fleisher

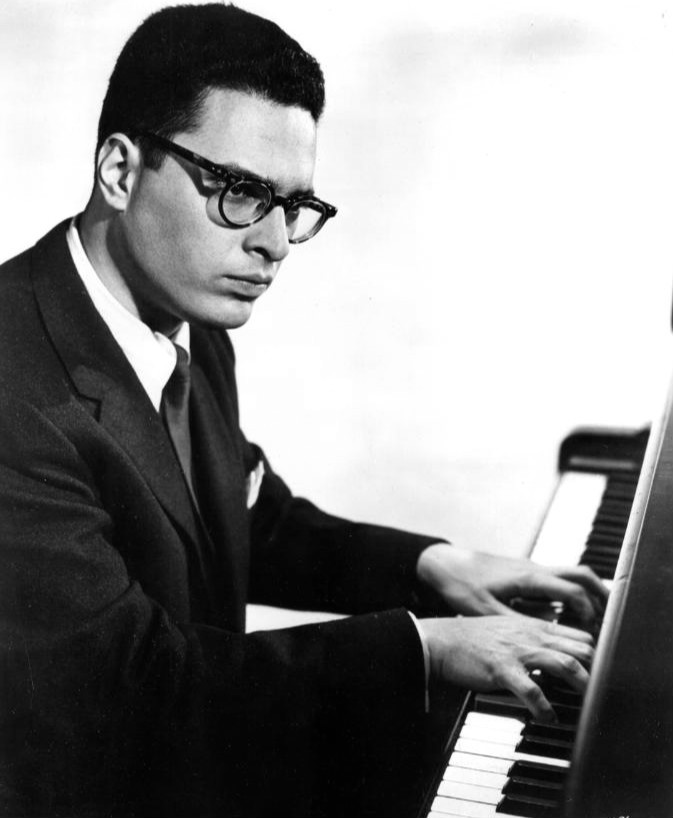
Leon Fleisher im Jahr 1963

Leon Fleisher (* 23. Juli 1928 in San Francisco, Kalifornien; † 2. August 2020 in Baltimore, Maryland) war ein US-amerikanischer Pianist und Dirigent.

## Biografie
Leon Fleisher begann mit dem Klavierspiel im Alter von vier Jahren. Mit acht hatte er seinen ersten öffentlichen Auftritt. Bereits als Jugendlicher trat er mit den New Yorker Philharmonikern auf. Artur Schnabel nahm ihn in seinen kleinen Schülerkreis auf und beeinflusste seine Spielweise stark.
Bekannt ist Fleisher für seine Aufnahmen in Zusammenarbeit mit George Szell und dem Cleveland Orchestra aus den 1950er und frühen sechziger Jahren. Sie waren das Resultat einer Vertragsvereinbarung mit der Firma „Columbia Masterworks“.
Darunter sind die Aufnahmen der Klavierkonzerte von Beethoven und Brahms, daneben des Klavierkonzertes Nr. 25 von Mozart sowie der Klavierkonzerte von Grieg und Schumann, der Symphonischen Variationen von César Franck und von Rachmaninows Rhapsodie über ein Thema von Paganini.
In den 1960er Jahren verlor Fleisher aufgrund einer Erkrankung, die schließlich als fokale Dystonie diagnostiziert wurde, den Gebrauch der rechten Hand weitgehend. Daher verlagerte er den Schwerpunkt seiner musikalischen Tätigkeit auf die Lehre, insbesondere am Peabody Institute der Johns Hopkins University. Außerdem nahm er noch verschiedene Werke aus dem Repertoire für die linke Hand auf. Er trat wegen seiner Einschränkung über dreißig Jahre ausschließlich als linkshändiger Konzertpianist auf. Ab 1998 ermöglichte es ihm die regelmäßige Injektion von Botulinumtoxin (Botox), mit der rechten Hand wieder nahezu ohne Einschränkungen zu spielen.
1992 wurde Fleisher in die American Academy of Arts and Sciences gewählt. 2007 wurde er mit dem Kennedy-Preis ausgezeichnet.
Zuletzt war Fleisher, trotz seines hohen Alters, als Dirigent und Lehrer an mehreren musikalischen Hochschulen tätig. Unter anderem wirkte er am Tanglewood Music Center. Zu seinen Schülern gehörten Jonathan Biss, Yefim Bronfman, Naida Cole, Enrico Elisi, Elena Fischer-Dieskau, Enrique Graf, Hélène Grimaud, Margarita Höhenrieder, Hao Huang, Kevin Kenner, Louis Lortie, Jura Margulis, Stephen Prutsman, Wonny Song, André Watts, Jack Winerock, Moritz Winkelmann, Daniel Wnukowski, Orit Wolf und Einav Yarden.
Im November 2010 erschien Fleishers Autobiografie unter dem Titel My Nine Lives, verfasst gemeinsam mit Anne Midgette, einer Musikkritikerin der Washington Post.

## Diskografie
- Leon Fleisher: The Complete Album Collection, Sony 87254 59972, 23 CD.[3]

## Film
- Nathaniel Kahn: Two Hands – The Leon Fleisher Story (2006).
- Mark Kidel: „Leon Fleisher – Ein Pianist lädt ein“.
- Interview mit Jeffrey Brown im YouTube-Kanal von PBS NewsHour.